# Théorie de la continuité paléolithique
La théorie de la continuité paléolithique, imaginée par le linguiste italien Mario Alinei à la fin des années 1990, proposait de faire remonter au Paléolithique supérieur européen l'origine des langues indo-européennes, et rejetait ainsi aussi bien l'hypothèse d'une invasion récente par des peuples extérieurs, dits Indo-Européens, proposée initialement par Marija Gimbutas, que la théorie de l'expansion néolithique par des agriculteurs originaires d'Anatolie, proposée par le britannique Colin Renfrew.

## Présentation
Influencée à l’origine par les travaux de Karl Frederik Meinander sur les langues finno-ougriennes, la théorie de la continuité paléolithique proposait une origine locale des langues indo-européennes. La démarche de Mario Alinei se décomposait en deux étapes :
- une réfutation des modèles diffusionniste et invasionniste ;
- une proposition alternative : la théorie de la continuité paléolithique.

## Modèle invasionniste
Selon le modèle invasionniste, dit aussi hypothèse kourgane, des peuples nomades venus des steppes pontiques auraient envahi l'Europe au Néolithique récent et auraient ainsi imposé leurs langues et leur culture aux populations autochtones. Cette thèse, qui remonte notamment aux travaux des néo-grammairiens allemands (Franz Bopp, Jacob et Wilhelm Grimm), a été soutenue notamment par Antoine Meillet, Émile Benveniste et Georges Dumézil, puis par l'archéologue lituanienne Marija Gimbutas, l'archéologue américain James Patrick Mallory, le linguiste André Martinet, l'indo-européaniste Bernard Sergent, et bien d'autres chercheurs contemporains.

## Modèle diffusionniste
L'archéologue britannique Colin Renfrew a défendu un modèle diffusionniste, dit aussi hypothèse anatolienne, fondé sur l'expansion à travers l'Europe d'agriculteurs et d'éleveurs originaires d'Anatolie, qui auraient supplanté les chasseurs-cueilleurs locaux en diffusant à la fois leurs techniques agricoles et leurs langues.

## Continuité paléolithique
Mario Alinei a exposé sa théorie et ses arguments dans un ouvrage et dans différents articles. Il se fondait notamment sur le principe du « lexical self-dating », selon lequel un mot apparait pour la première fois conjointement à l’innovation qu’il désigne. Cette méthode ne peut concerner que ce qu’Alinei appelait des « notions datables » (outils, techniques, institutions sociales, etc.). Il obtenait ainsi un système de « périodisation lexicale ».
Il postulait en outre que toute culture archéologique est produite originellement par un peuple qui parle une langue donnée, qui imagine donc les mots désignant les innovations liées à cette culture. Selon Alinei, même si une culture est supplantée par une autre (cas fréquent), la culture originelle, bien qu’altérée, finit par réémerger [précision nécessaire].
Se fondant sur la recherche archéologique, il est possible d’obtenir une carte des différentes cultures qui se sont succédé partout à toutes les époques. Alinei suggérait qu’aucune invasion n’était nécessaire pour expliquer les origines des langues indo-européennes, puisque la différenciation linguistique se serait faite au Tardiglaciaire, alors qu'Homo sapiens colonisait progressivement l’Europe qui se libérait lentement des glaces de la dernière période glaciaire. Les zones montagneuses et septentrionales auraient été peuplées plus tardivement, expliquant la progressive différenciation linguistique.
Alinei appuyait sa théorie sur les arguments suivants :
- l’absence de traces archéologiques d’une invasion, pacifique ou non, et au contraire les preuves d’une continuité culturelle ;
- la corrélation entre les gènes des populations et les langues ;
- la faible unité du vocabulaire indo-européen pour le lexique de l’agriculture, ce qui impliquerait que les locuteurs du proto-indo-européen ne la connaissaient pas[7]. D’autres catégories lexicales seraient également trop différenciées[6].

## Critique
La théorie de Mario Alinei n'a reçu quasiment aucun soutien parmi les chercheurs. Les nombreuses études génétiques publiées depuis 2009 ont entièrement invalidé la théorie de la continuité paléolithique et au contraire confirmé l'hypothèse kourgane. Ces études montrent qu'une migration très importante de populations s'est produite depuis les steppes pontiques vers le centre de l'Europe puis les autres parties de l'Europe autour de 3000 av. J.-C. La culture Yamna, localisée dans la steppe ponto-caspienne, est considérée comme la culture d'origine de ces peuples, qui auraient ensuite donné naissance en Europe du Nord à la culture de la céramique cordée,,,,.